# William Craven, II conte di Craven
William Craven, II conte di Craven (Londra, 18 agosto 1809 – Scarborough, 25 agosto 1866), è stato un nobile inglese.

## Biografia
Era il figlio di William Craven, I conte di Craven, e di sua moglie, Louisa Brunton. Studiò all'Eton College e al Christ Church di Oxford.

## Carriera
È stato capitano Berkshire Regiment of Militia il 14 febbraio 1829. Fu nominato vice tenente di Warwickshire (11 gennaio 1831) e del Berkshire (20 ottobre 1831). È stato nominato Lord luogotenente di Warwickshire (1853-1856).
Fece commissionare all'architetto William Eden Nesfield la realizzazione di una nuova ala a Combe Abbey.

## Matrimonio

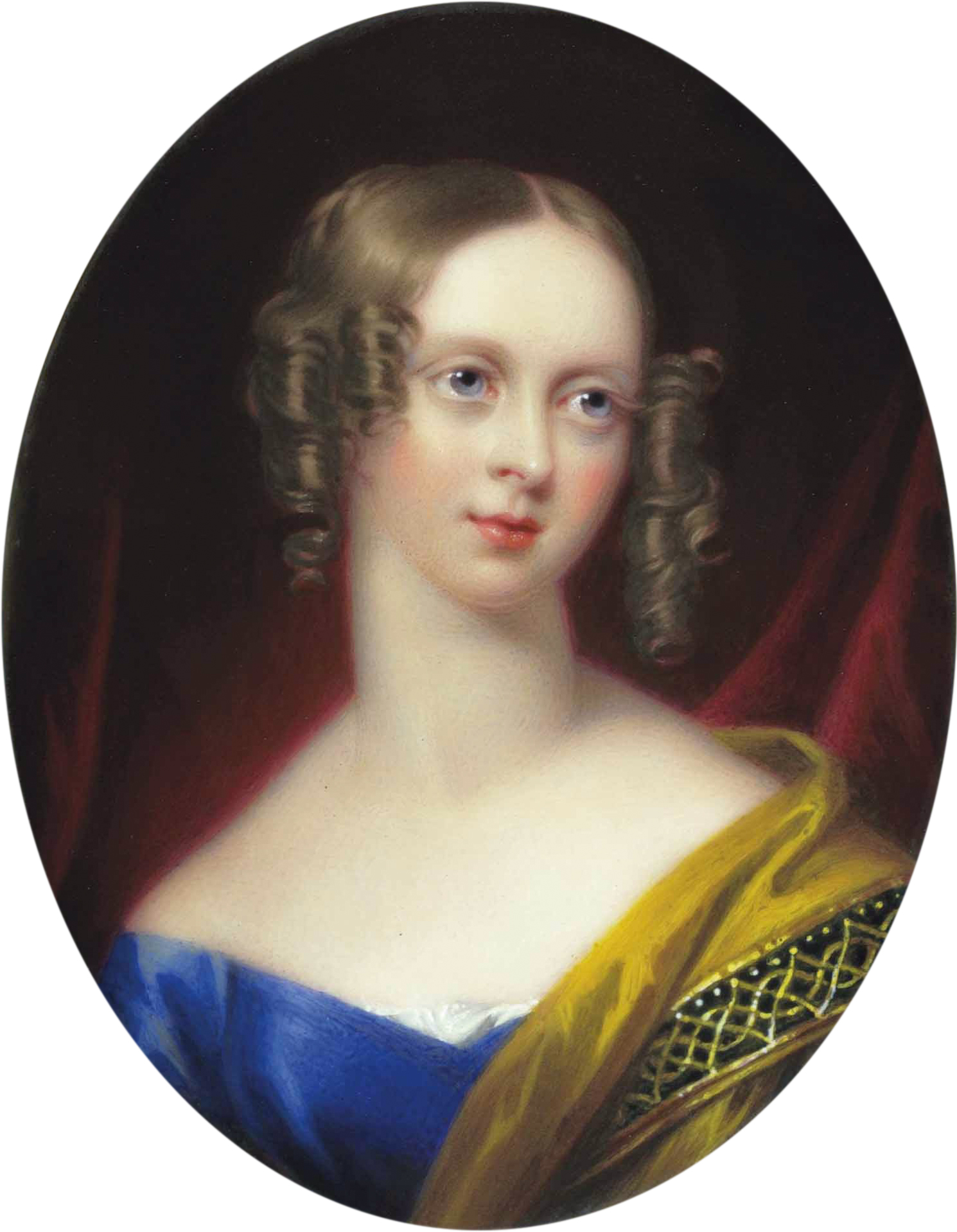
Emily Mary, Countess of Craven, née Grimston, (Henry Pierce Bone)

Sposò, il 5 settembre 1835, Lady Emily Mary Grimston (4 febbraio 1815-21 maggio 1901), figlia di James Grimston, I conte di Verulam e Lady Charlotte Jenkinson. Ebbero nove figli:
- Lady Elizabeth Charlotte Louisa Craven (13 giugno 1836-8 marzo 1919), sposò in prime nozze Arthur Egerton, III conte di Wilton, non ebbero figli, e in seconde nozze Arthur Vickris Pryor, non ebbero figli;
- Lord William Augustus Frederick Craven, visconte Uffington (24 agosto 1838-18 aprile 1865);
- Lady Evelyn Mary Craven (9 dicembre 1839-7 novembre 1924), sposò in prime nozze Lord George Brudenell-Bruce, ebbero due figli, in seconde nozze Henry Amelius Beauclerk Coventry, ebbero un figlio, e in terze nozze, George William Hutton Riddell, non ebbero figli;
- George Craven, III conte di Craven (16 marzo 1841-7 dicembre 1883);
- Lady Blanche Craven (24 dicembre 1842-16 marzo 1930), sposò George Coventry, IX conte di Coventry, ebbero nove figli;
- Lady Beatrix Jane Craven (8 agosto 1844-9 febbraio 1907), sposò George Cadogan, V conte Cadogan, ebbero nove figli;
- Lady Emily Georgiana Craven (18 maggio 1846-6 gennaio 1932), sposò il tenente colonnello Victor van de Weye, ebbero otto figli;
- Lord Osbert William Craven (6 febbraio 1848-5 marzo 1923);
- Lord Robert Walter Craven (4 gennaio 1850-5 marzo 1866).

## Morte
Morì il 25 agosto 1866, all'età di 57 anni, a Scarborough, nello Yorkshire.

## Ascendenza
|                                    |   |                                         | Genitori                              |  |  | Nonni |  |  | Bisnonni    |  |  | Trisnonni   |  |
|                                    |   |                                         |                                       |  |  |       |  |  | John Craven |  |  | John Craven |  |
|                                    |   |                                         |                                       |  |  |       |  |  | John Craven |  |  | John Craven |  |
|                                    |   | Mary Rebecca Berkeley                   |                                       |  |  |       |  |  | John Craven |  |  |             |  |
| William Craven, VI barone Craven   |   |                                         |                                       |  |  |       |  |  | John Craven |  |  |             |  |
|                                    |   | Mary Hickes                             | Baptist Hickes                        |  |  |       |  |  |             |  |  |             |  |
|                                    |   | Mary Hickes                             | Baptist Hickes                        |  |  |       |  |  |             |  |  |             |  |
|                                    |   | Mary Hickes                             | Jane Smith                            |  |  |       |  |  |             |  |  |             |  |
| William Craven, I conte di Craven  |   | Mary Hickes                             |                                       |  |  |       |  |  |             |  |  |             |  |
|                                    |   | Augustus Berkeley, IV conte di Berkeley | James Berkeley, III conte di Berkeley |  |  |       |  |  |             |  |  |             |  |
|                                    |   | Augustus Berkeley, IV conte di Berkeley | James Berkeley, III conte di Berkeley |  |  |       |  |  |             |  |  |             |  |
|                                    |   | Augustus Berkeley, IV conte di Berkeley | Louisa Lennox                         |  |  |       |  |  |             |  |  |             |  |
| Elizabeth Berkeley                 |   | Augustus Berkeley, IV conte di Berkeley |                                       |  |  |       |  |  |             |  |  |             |  |
|                                    |   | Elizabeth Drax                          | Henry Drax                            |  |  |       |  |  |             |  |  |             |  |
|                                    |   | Elizabeth Drax                          | Henry Drax                            |  |  |       |  |  |             |  |  |             |  |
|                                    |   | Elizabeth Drax                          | Elizabeth Ernle                       |  |  |       |  |  |             |  |  |             |  |
| William Craven, II conte di Craven |   | Elizabeth Drax                          |                                       |  |  |       |  |  |             |  |  |             |  |
|                                    | … | …                                       |                                       |  |  |       |  |  |             |  |  |             |  |
|                                    | … | …                                       |                                       |  |  |       |  |  |             |  |  |             |  |
|                                    | … | …                                       |                                       |  |  |       |  |  |             |  |  |             |  |
| John Brunton                       | … |                                         |                                       |  |  |       |  |  |             |  |  |             |  |
|                                    |   | …                                       | …                                     |  |  |       |  |  |             |  |  |             |  |
|                                    |   | …                                       | …                                     |  |  |       |  |  |             |  |  |             |  |
|                                    |   | …                                       | …                                     |  |  |       |  |  |             |  |  |             |  |
| Louisa Brunton                     |   | …                                       |                                       |  |  |       |  |  |             |  |  |             |  |
|                                    |   | …                                       | …                                     |  |  |       |  |  |             |  |  |             |  |
|                                    |   | …                                       | …                                     |  |  |       |  |  |             |  |  |             |  |
|                                    |   | …                                       | …                                     |  |  |       |  |  |             |  |  |             |  |
| Elizabeth Friend                   |   | …                                       |                                       |  |  |       |  |  |             |  |  |             |  |
|                                    |   | …                                       | …                                     |  |  |       |  |  |             |  |  |             |  |
|                                    |   | …                                       | …                                     |  |  |       |  |  |             |  |  |             |  |
|                                    |   | …                                       | …                                     |  |  |       |  |  |             |  |  |             |  |
|                                    |   | …                                       |                                       |  |  |       |  |  |             |  |  |             |  |